# Stripdagen Haarlem
Stripdagen Haarlem is een stripfestival dat sinds 1992 om het jaar georganiseerd wordt in Haarlem. Het vrij toegankelijke festival bestaat met name uit tentoonstellingen, beurzen, lezingen en kinderactiviteiten. De Stripdagen Haarlem worden ieder even jaar georganiseerd door Stichting Beeldverhaal Nederland.

## Bezoekers en locatie
Hoewel er op verschillende plekken in Haarlem activiteiten zijn, concentreert het festival zich sinds 2024 in de koepelgevangenis. Voorheen vond een deel van de beurzen plaats in De Philharmonie en langs de Grote Kerk richting de Grote Markt.
Het stripfestival wordt elke editie door ongeveer 30.000 tot 35.000 mensen bezocht. Het trekt in vergelijking met de vele andere festivals en evenementen in Haarlem relatief veel bezoekers vanuit heel Nederland en ook komt een aanzienlijke groep tekenaars, uitgevers en bezoekers uit het buitenland. De harde kern van de Stripdagen Haarlem-bezoekers bestaat uit hoogopgeleide mannen tussen de 20 en de 45 jaar.

## Organisatie
Het bestuur van de stichting stelt iedere twee jaar een artistieke en zakelijke directeur aan om de programmering te verzorgen. De eerste editie werd georganiseerd door Joost Swarte, de edities van 1994, 1996, 1998, 2002, 2004, 2006, 2008, 2010, 2012 en 2014 werden georganiseerd door Joost Pollmann, daarna nam Tonio van Vugt het stokje over tot en met de editie van 2022.

## Edities
Hieronder volgt een overzicht van de afgelopen edities van de Stripdagen Haarlem. Elke editie had een of meerdere thema's, een huisstijltekenaar en een eigen stripbier, gebrouwen door de Haarlemse brouwerij Jopen.
| Jaar | Thema | Huisstijl                            | Bier |
| ---- | --- | ------------------------------------ | --- |
| 1992 | Geen hoofdthema | Ever Meulen                          | |
| 1994 | Geen hoofdthema | Martin Lodewijk                      | |
| 1996 | Geen hoofdthema | René Windig & Eddie de Jong          | |
| 1998 | Geen hoofdthema | Hein de Kort                         | Hein de Kort met een Amberbier                                                                                          |
| 2000 | Geen hoofdthema | Joost Swarte                         | Joost Swarte met een zwaar bruin bier                                                                                   |
| 2002 | Strips onder Stroom, Verbonden Beelden en Ecole Pigalle                                                             | Erik Kriek                           | Mark Retera met de Dirk Jan Tripel                                                                                      |
| 2004 | "Waar Gebeurd" | Barbara Stok                         | Barbara Stok met een witbier met witte chocolade                                                                        |
| 2006 | Scandinavië | Lamelos                              | Tekenaarscollectief Lamelos met een blond 7% bier                                                                       |
| 2008 | Wheels & Wallonië (en Brussel)                                                                                      | Roel Smit                            | Roel Smit met Rock 'n Roel bier, met hete pepers                                                                        |
| 2010 | Oost-Europa | Joost Veerkamp                       | Joost Veerkamp met Zwaarwerkbier, een donker bier zo zwaar dat het bijna geen bier meer mocht heten                     |
| 2012 | Arabische Beeldverhaal & Stripatlas                                                                                 | Peter van Dongen                     | Geen Stripbier, maar een stripkoffie                                                                                    |
| 2014 | De Eerste Wereldoorlog & De Nieuwe Garde (opkomend Nederlands tekentalent)                                          | Typex                                | Typex met Polleke Bolleke, een stevige 10% tripel, als ode aan vertrekkend artistiek directeur en vriend Joost Pollmann |
| 2016 | Underground in beeld (als ode aan de overleden koning van de undergroundstrip Peter Pontiac) & De schilder getekend | Hanco Kolk                           | Hanco Kolk met Tania, een zwaar witbier                                                                                 |
| 2018 | De Maakbare Mens – 200 jaar Frankenstein                                                                            | Hans Klaver (pseudoniem: "Schwantz") | Hans Klaver met Victorie, een Gose met passievrucht en kokos                                                            |
| 2020 | Afgelast vanwege de Coronapandemie                                                                                  | Afgelast vanwege de Coronapandemie   | Afgelast vanwege de Coronapandemie                                                                                      |
| 2022 | Wereldbouwers (fantasiewerelden)                                                                                    | Dieter Van Der Ougstraete            | Dieter Van Der Ougstraete met Mulle Petat                                                                               |
| 2024 | Geen hoofdthema | Chris Ware                           | B. Carrot met blondbier Flinta Feest                                                                                    |
| 2025 | 80 jaar vrijheid in beeld(verhaal)                                                                                  | Erik de Graaf                        | Erik de Graaf met Bevrijdingsblond                                                                                      |

## Geschiedenis

### Editie 1992
Tijdens de eerste editie van de Stripdagen Haarlem werd onder andere een overzichtstentoonstelling van Robert Crumb georganiseerd in het Teylers Museum. Ook werd er in Patronaat een heuse Peter Pontiac-dag georganiseerd. Op de Grote Markt en in het Concertgebouw werd een boekenbeurs georganiseerd. Marcel Ruijters won de NZH-Stripbeurs voor het beste album van het jaar.

### Editie 1994
De tweede editie van de Stripdagen Haarlem had als hoofdgast Art Spiegelman. Hanco Kolk won de NZH-Stripbeurs.

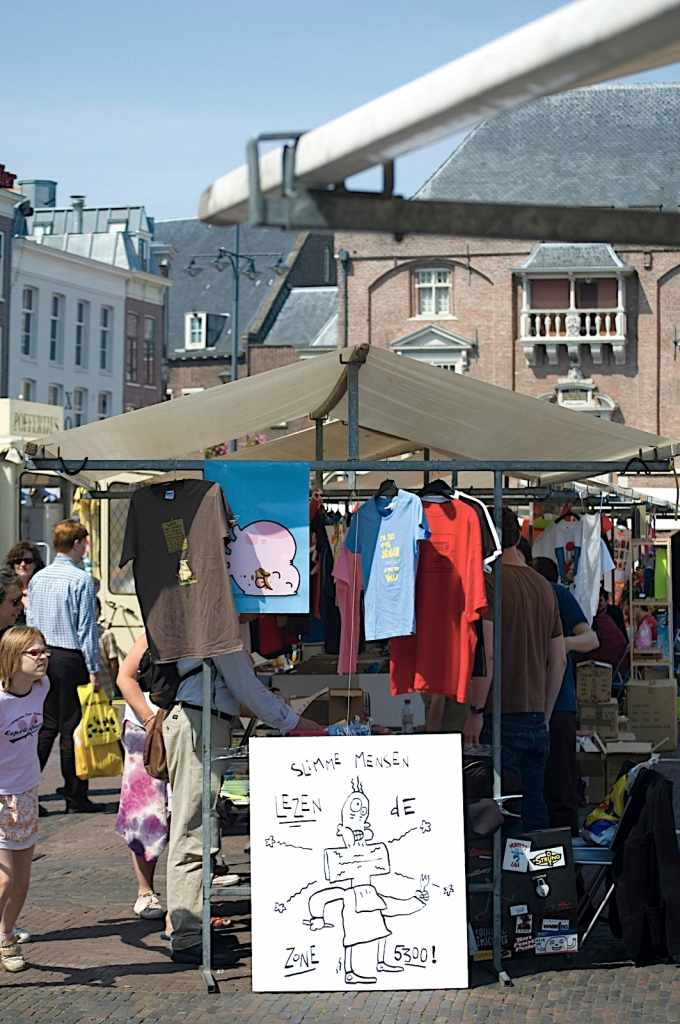
Stand van Zone 5300 op Stripdagen Haarlem, 2008. (Foto: 24oranges.nl, Flickr)

### Editie 2008
De beurs in 2008 stond in het teken van strips uit Wallonië, er was aandacht voor het vijftigjarig bestaan van de strip Michel Vaillant en het vijftigjarige jubileum van De Smurfen. In 2008 was er tevens voor het eerste de Creatieve Marktplaats Haarlem. De marktplaats had tot doel de tekenaars in contact te brengen met elkaar en met potentiële opdrachtgevers. Deze marktplaats was tevens aanwezig op de edities van 2010 en 2012.

### Editie 2012
Tijdens de vierde editie op 2 en 3 juni 2012 werd het beeldverhaal van de Arabische regio (van Marokko tot Qatar) bij het publiek belicht in tal van tentoonstellingen. Ook werd er uitgebreid aandacht besteed aan de regionale spreiding van stripmakers en stripinitiatieven door heel Nederland. Als subthema werd er een tentoonstelling georganiseerd in het kader van Haarlem Roze Stad 2012.

### Editie 2016
In 2016 werd voor het eerst sinds de oprichting het festival verlengd van 2 naar 10 festivaldagen, van vrijdag 3 tot en met zondag 12 juni 2016. Tevens was het de eerste editie onder leiding van nieuwe artistiek directeur Tonio van Vugt. De beurzen die elke editie zijn te vinden op de Grote Markt te Haarlem waren alleen het eerste weekend aanwezig, 4 & 5 juni. De speciale gasten van deze editie waren: Jean-Claude Mézières, Derf Backderf, Mike Diana, Pablo Auladell, Edmond Baudoin, Sutu en Zapiro.

## Galerij

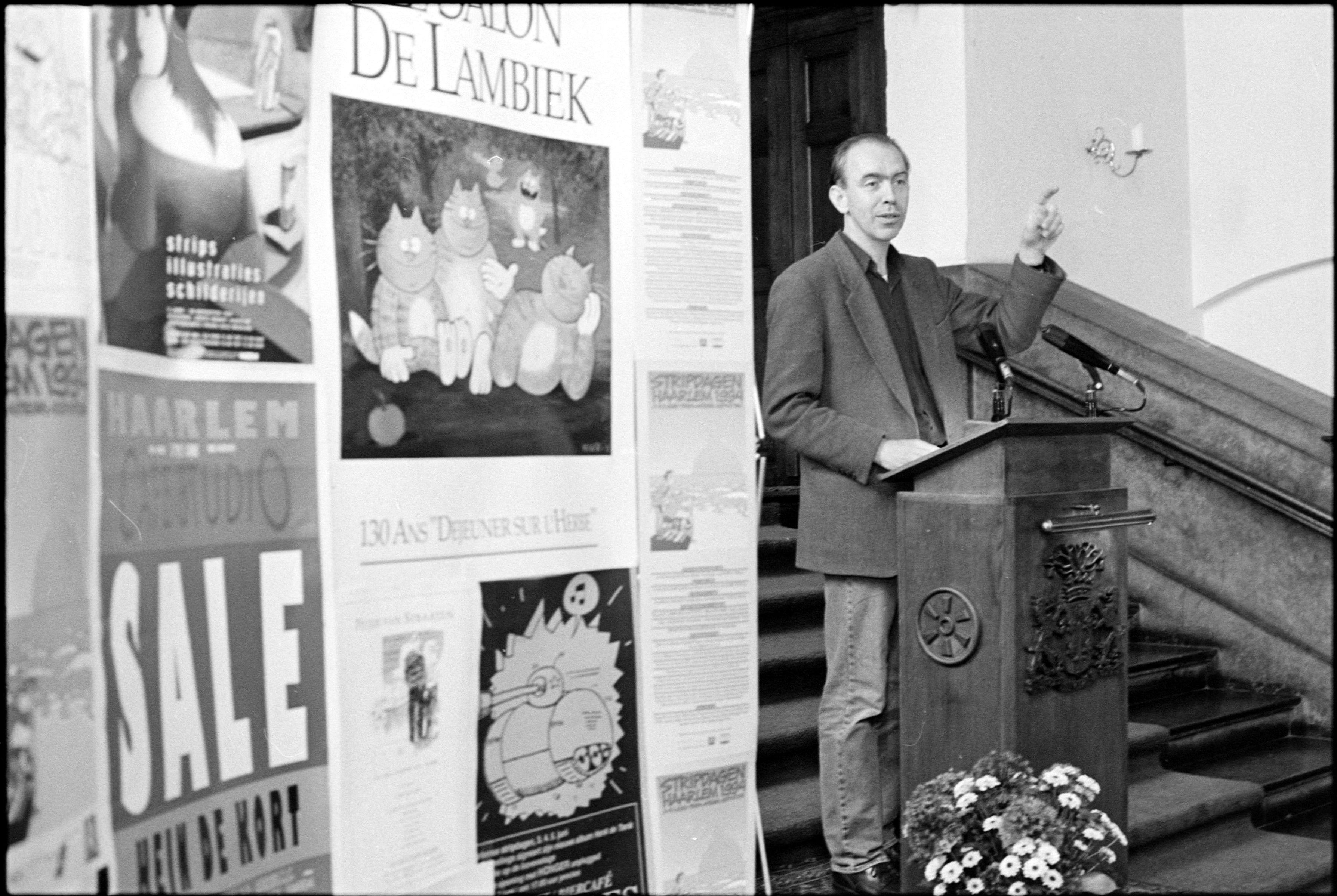
Opening van de Stripdagen in 1994
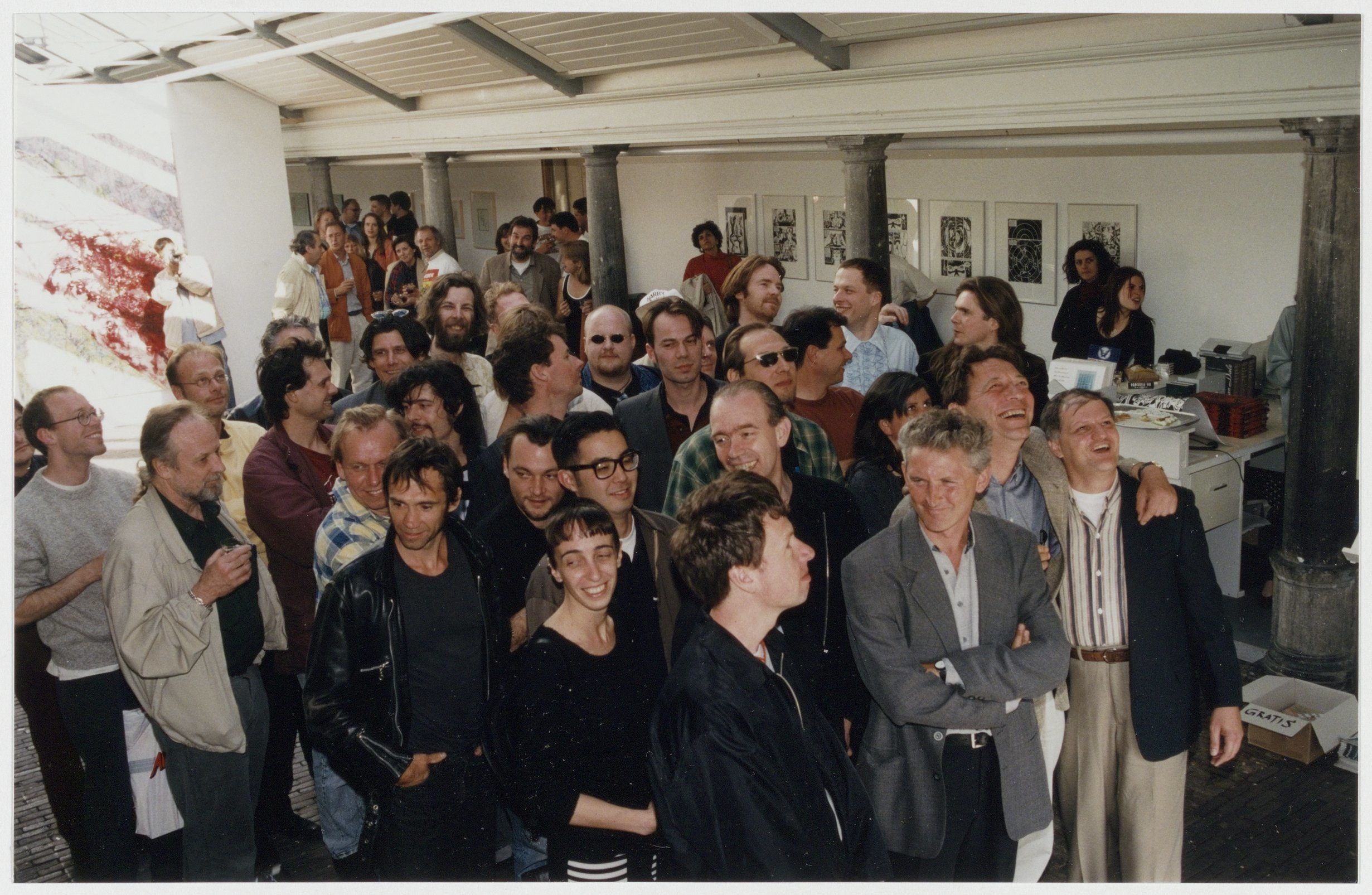
Stripkunstenaars tijdens de Stripdagen in de Vishal. Derde van rechts, tweede rij Joost Swarte. (Foto: Poppe de Boer, 1996)
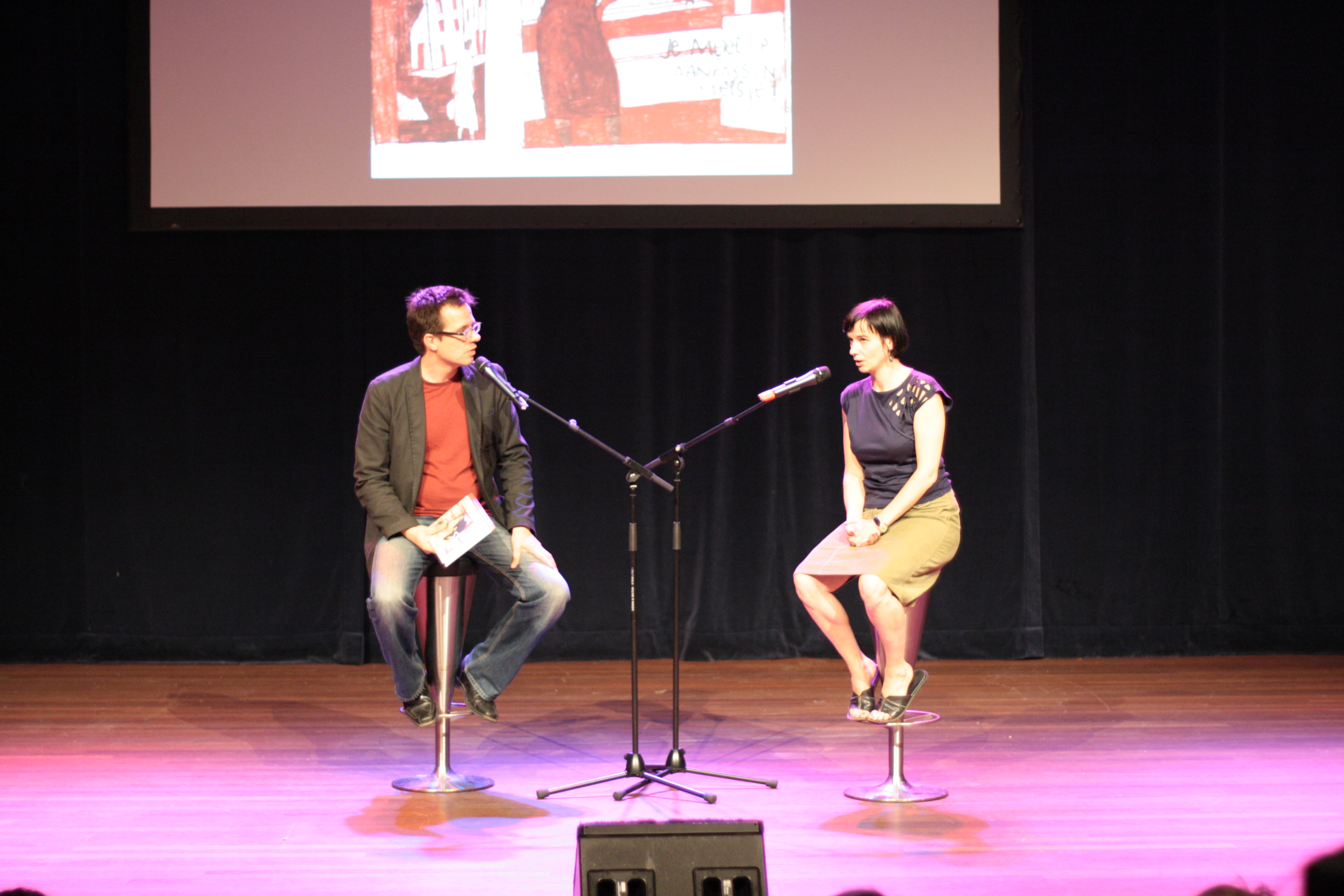
Interview van Dominique Goblet door Jeroen Mirck op Stripdagen Haarlem 2010. (Foto: Branko Collin)
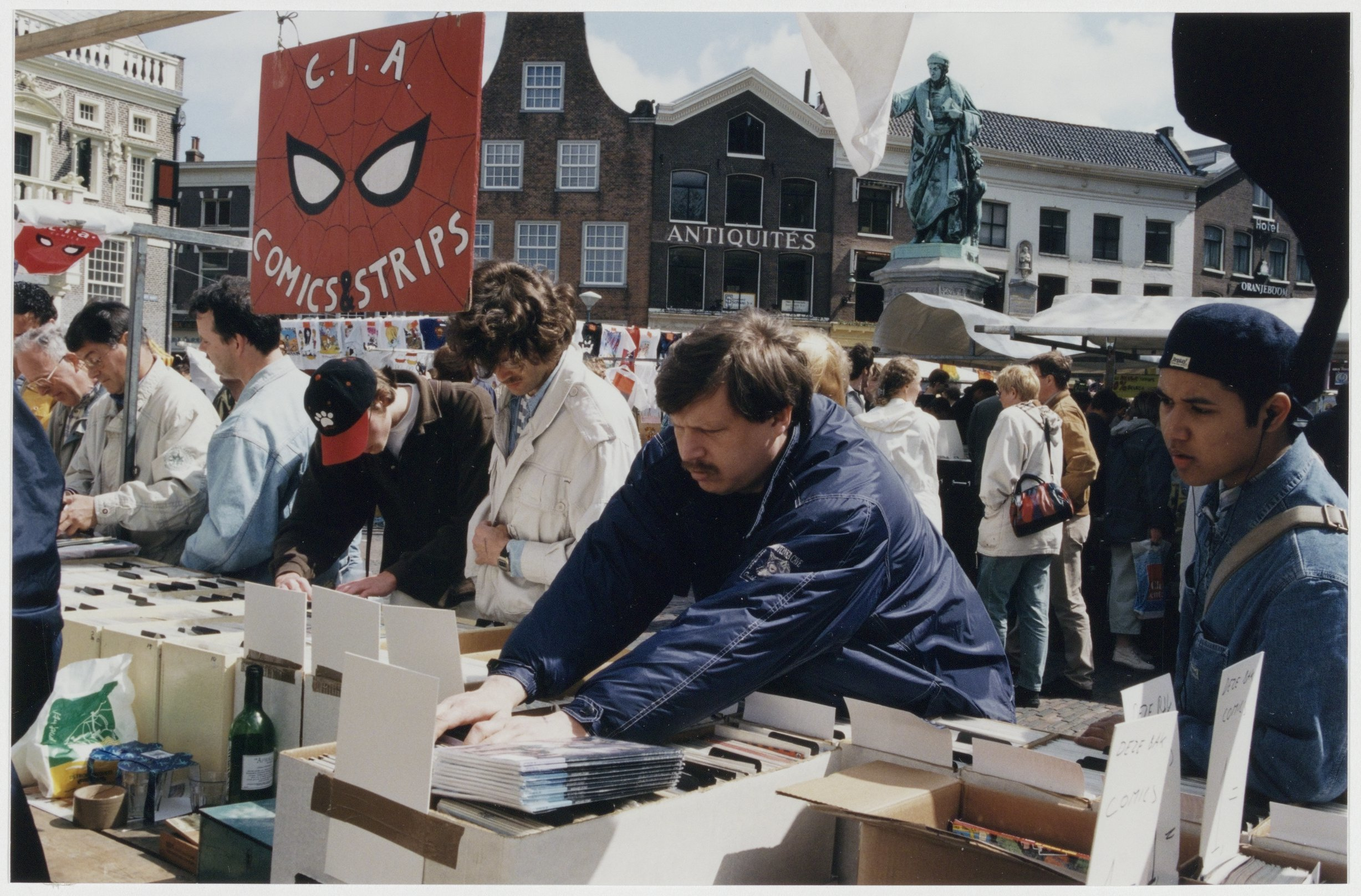
Bezoekers van de stripdagen op de Grote Markt. (Foto: Poppe de Boer, 1996)